# 霍伊

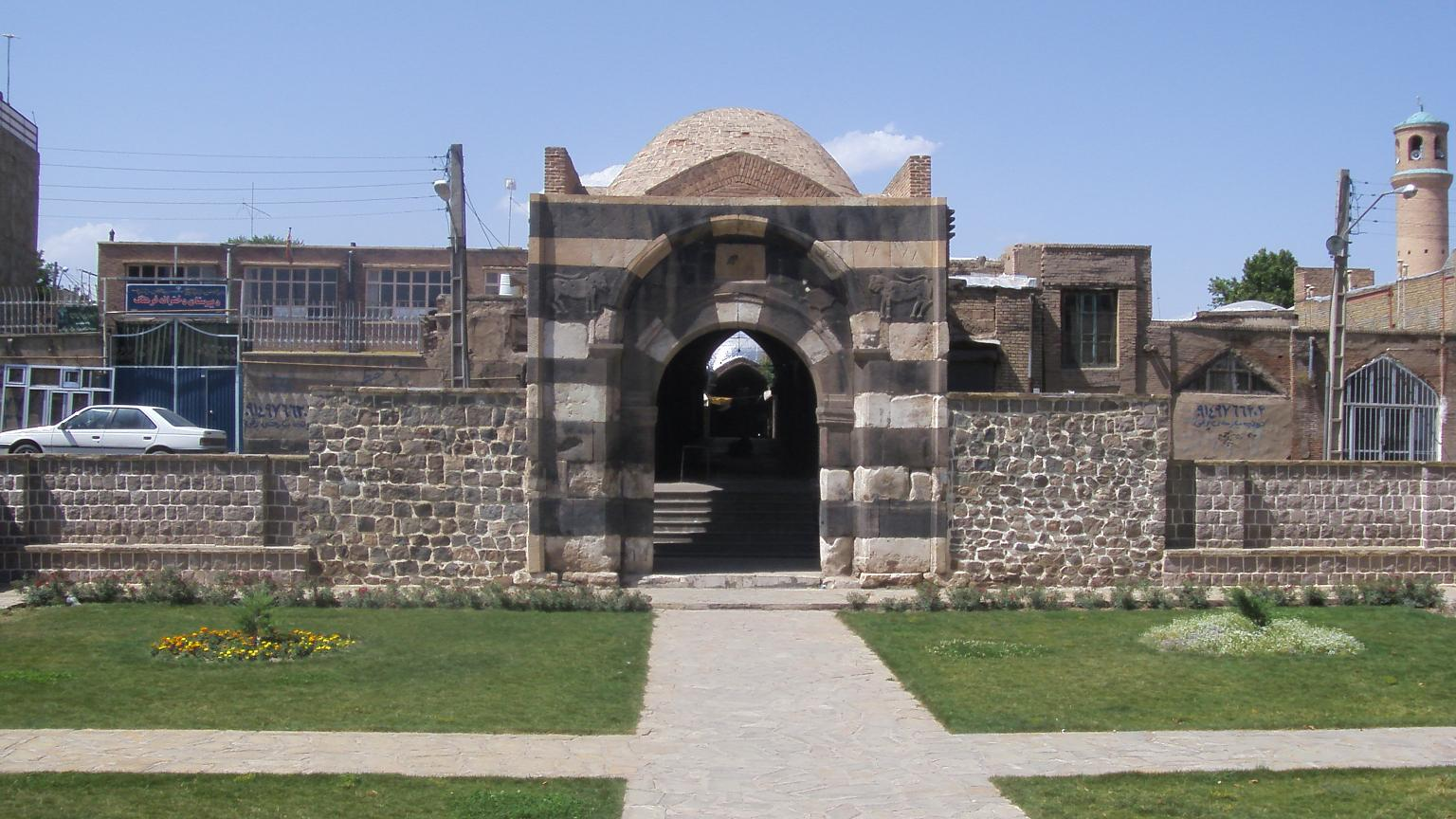

霍伊（波斯語：‎）是伊朗的城市，位於該國西北部爾米亞湖以北，由西阿塞拜疆省負責管轄，距離首都德黑蘭807公里，海拔高度1,148米，主要經濟活動有農業，2006年人口178,708。

## 外部連結
- Official website of Khoyee people's assembly
- Khoy university （页面存档备份，存于）
- Khoy government （页面存档备份，存于）
- Khoy journal
- ShamsYar[永久]
- Nima Language Center